# First meeting
First meeting is het enige muziekalbum dat Trifle uitgaf.
De band was geformeerd rondom zanger George Bean, die hetzelfde management had als The Rolling Stones, Andrew Loog Oldham. Toen hij overstapte naar Robert Stigwood kreeg hij een aantal musici om zich heen, waarvan alleen Rod Coombes later echt faam verkreeg door werk in Stealers Wheel en The Strawbs (hij verliet de band voordat ze de studio indoken). De muziekgroep mocht de geluidsstudio van Dawn Records in om een album te nemen, dit was in september 1970. In november nam de band Old fashioned prayer meeting op dat als single verscheen. In februari 1971 was het de beurt aan de langspeelplaat.    
De langspeelplaat werd uitgebracht zonder succes te halen. Bean overleed in de maanden na uitgifte van het album.

## Musici
- George Bean – zang, tamboerijn
- Dick Cuthell – trompet, flugelhorn
- Barrie Martin – saxofoon, zang, percussie
- Alan Freadman – toetsinstrumenten
- John Hitchen - gitaar, zang
- Patrick King – basgitaar, zang
- Chico Greenwood – slagwerk, percussie

## Muziek
| Nr. | Titel                                                  | Duur |
| --- | ------------------------------------------------------ | ---- |
| 1.  | Alibi Annie (Bean, Cuthell, Greenwood, King)           |      |
| 2.  | Home again (R. Berkowitz)                              |      |
| 3.  | One way glass (Mann, Thomas)                           |      |
| 4.  | But I might die tonight (Cat Stevens)                  |      |
| 5.  | Is it loud? (Fealdman)                                 |      |
| 6.  | Old fashioned prayer meeting (Bean, king)              |      |
| 7.  | New religion (Bean, Cuthell)                           |      |
| 8.  | Devil comin’ (Bean, king)                              |      |
| 9.  | Candle light (Bean, Hitchens)                          |      |
| 10. | Dirty old town (Bean, Cuthell, Martin (bonustrack))    |      |
| 11. | Old fashioned prayer meeting (Bean, King (bonustrack)) |      |